# Diphyus sibiricus
Diphyus sibiricus är en stekelart som först beskrevs av Meyer 1926.  Diphyus sibiricus ingår i släktet Diphyus och familjen brokparasitsteklar. Inga underarter finns listade i Catalogue of Life.